# Lohengrin
Lohengrin er en opera af Richard Wagner, komponeret 1846-1848 og uropført på Hofteatret i Weimar den 28. august 1850. Første opførelse i Danmark var på Det Kongelige Teater den 30. april 1870. Handlingen udspiller sig i Brabant (Antwerpen) i første halvdel af 900-tallet.

## Handlingen
Hertugdømmet Brabants tronarving Elsa von Brabant anklages for at have myrdet sin lillebror, der kun er et barn, men som før han forsvandt var tronarvingen. Den tyske konge Heinrich er kommet til Brabant for at samle krigere til et togt mod Ungarn, men han nødsages til først at dømme i sagen om Elsa og hendes anklager Friedrich von Telramund, gift med Ortrud, en hedensk kvinde fra Frisien.
Kong Heinrich beslutter sig til at lade Gud dømme i sagen mod Elsa, hvilket skal ske ved en tvekamp. Elsa påberåber sig en drøm om en frelsende ridder, som hun hævder vil komme og kæmpe for hende. Da dukker Lohengrin op på mirakuløs vis, i en båd trukket af en svane, og han erklærer sig villig til at kæmpe for Elsa. Før tvekampen anholder han Elsa om hendes hånd og beder hende love ham, at hun aldrig vil spørge ham, hvem han er. Hun lover dette. Hun vil aldrig spørge ham hverken hvad han hedder eller hvor han kommer fra.
Kampen finder sted og den ukendte ridder sejrer, men skåner Friedrich. Lohengrin udråbes nu til Brabants beskytter. Brylluppet skal finde sted dagen efter og straks derefter skal Brabants krigere drage mod Øst under "Beskytterens" anførsel.
Anden akt foregår tidligt næste dag. Telramund og Ortrud diskuterer deres nederlag. Det fremgår, at Ortrud er den planlæggende part og at hun løgnagtigt har fortalt Telramund, at hun har været vidne til at Elsa druknede broderen. Ortrud fortæller nu sin mand, at han tabte tvekampen på grund af magi, og at denne magi kan ophæves, hvis man kan få Elsa til at bryde løftet om ikke at søge at kende Lohengrins navn.
Senere samme dag skal Lohengrin og Elsa giftes i kirken. Ortrud skaber skandale, men brylluppet finder alligevel sted. Musikken til denne scene er blevet kendt som Wagners bryllupsmarch. Elsa er beruset af lykke, men hun er også begyndt at tvivle om dette pludselige ægteskab og denne ukendte mand.
Om aftenen føres de nygifte til deres kammer. De taler først lykkeligt sammen, men Elsas tvivl nager hende og hun giver udtryk for, at hun ikke kan vide om hendes mand ikke vil forsvinde ligeså pludseligt som han kom. Lohengrin forsikrer hende, at så længe hun har tillid til ham, vil han elske hende højt. For at lokke ham til at sige noget om hans fortid, fortæller hun ham, at hun vil elske ham, også selv om han kommer fra jævne kår. Det får Lohengrin til at erklære, at det forholder sig lige modsat: Han kommer fra et glansfuldt og overnaturligt sted. Straks tror Elsa at han allerede længes tilbage, og at hun ikke kan tilfredsstille ham i længden. Hun kræver at få sandheden at vide: Hvem er han? Derpå bryder Telramund ind i deres kammer med draget sværd. Lohengrin forsvarer sig og dræber ham. Derefter siger han til Elsa: "Nu er al vor lykke forbi!"
Tredje akt. Næste morgen samles Brabants riddere for at drage på krigstogt med deres "Beskytter". Lohengrin kommer og erklærer, at Elsa har brudt sit løfte, og at han af den grund er nødt til at forlade hende og Brabant. Men han erkender, at han må svare på det spørgsmål, hun har stillet ham.
Han fortæller da forsamlingen og Elsa, at han hedder Lohengrin, at han er søn af Parsifal som hersker over et overnaturligt slot, kaldet Montsalvat. I dette slot opbevares Gralen, et vidunderligt bæger, der giver gralsridderne overnaturlig magt og evigt liv. Gralsridderne færdes over hele jorden, men deres virke skal foregå anonymt. Hvis man finder ud af hvem de er, da må de vende tilbage til Gralsborgen. Lohengrin fortæller også, at han er sendt for at frelse Elsa, fordi gralsridderne ved, at det er Ortrud der har forhekset hendes bror, Gottfried, og givet ham skikkelse af en svane. Ortrud svarer da, at det er rigtigt, og at hun ikke fortryder noget. Hun har handlet i overensstemmelse med de sande guder, nemlig Odin og Thor.
Nu kommer svanen tilsyne for at føre Lohengrin bort, men det lykkes Lohengrin at ophæve fortryllelsen og drengen Gottfried kommer til syne. Lohengrin proklamerer at Gottfried er Brabants nye hertug - og i samme øjeblik er han forsvundet, mens drengen står lille og ensom midt på scenen og Elsa falder til jorden.

## Arbejdet
Ifølge sin sædvane var Wagner både tekstforfatter og komponist til Lohengrin. Han valgte også selv emnet som han tog fra Wolfram von Eschenbachs Parsifal-digtning fra år 1210. I 1845 begyndte han at skitsere handlingsgangen og næste år tog han fat på kompositionen. På samme tid foregik der i alle de tyske stater en folkebevægelse af revolutionær art, som Wagner deltog i selvom han samtidig var ansat ved operaen i Dresden. Da operaen blev antaget til opførelse i Dresden kulminerede folkebevægelsen i martsrevolutionen i 1848 og operaledelsen blev da klar over at Wagner selv havde været blandt de revolutionære. Operaledelsen trak da sit løfte om opførelse tilbage og kort efter blev Wagner sigtet, måtte flygte over hals og hoved og blev efterlyst i hele landet.

## Opførelse
Under hans flugt lykkedes det Wagner i hemmelighed at overdrage operamanuskriptet til Liszt som fik den opført på det mindre teater Hofoperaen i Dresden. Tre år senere kom den op på en stor operascene i Wiesbaden og derefter spredte den sig til alle de tyske operaer. Lohengrin er den af Wagners operaer, der er blevet hyppigst opført.

## Musikken
I Wagners foregående opera, Tannhäuser, var meget af musikken endnu præget af den traditionnelle opdeling i enkelte "musiknumre", altså arier. I Lohengrin derimod peger al musikken fremad mod det helstøbte musikalske værk. For første gang forsøger Wagner sig med "ledemotiver". Disse er kortere end melodier, men tilstrækkeligt karakteristiske til at betegne en person eller andre handlingselementer.